# Юрченко Валерій Іванович
Валерій Іванович Юрченко (10 жовтня 1943, Приморський край, РРФСР — 19 лютого 2024) — радянський і український артист театру і кіно. Заслужений артист Української РСР (1987). Народний артист України (2004)

## Біографія
У двомісячному віці втратив батька, який загинув на фронті у своєму першому бою. Разом з сім'єю переїхав до Казахстану, на цілину. Жив в Торжку Калінінської області. Служив чотири роки на Тихоокеанському флоті матросом на острові Руський.
Працював в театрах Калініна (Твері), Астрахані, Дніпродзержинська (Кам'янське).
З 1974 року — актор Петрозаводського російського театру, з 1989 — Севастопольського російського драматичного театру імені Луначарського.
Один з провідних артистів Кримський російський драматичний театр імені Максима Горького.

## Фільмографія
- 1970 — Олеся —  епізод
- 1978 — Цвітіння несіяного жита —  начальник варти в колонії
- 1981 — Люди на болоті
- 1982 — Жіночі радощі й печалі —  комбат Задерей
- 1983 — Повернення з орбіти —  космонавт Романов
- 1984 — Дій за обставинами! —  майор Олександр Горєлов
- 1985 — Битва за Москву —  Н. К. Попель
- 1985 — Розповідь барабанщика —  Степан Голобородько
- 1986 — І ніхто на світі... —  Юрген Ріттель
- 1986 — Секретний фарватер —  Назаров
- 1988 — Проводимо експеримент (фільм-спектакль) —  Журавльов
- 1993 — Трагедія століття —  Н. К. Попель
- 2000 — Два товариші —  епізод
- 2001 — Охоронці пороку —  лікар
- 2001 — 2004 — Чорний ворон —  черговий міліціонер
- 2005 — Цілують завжди не тих